# Налик, Энна
Э́нна Кри́стин На́лик (англ. Anna Christine Nalick 30 марта 1984, Глендора, Калифорния), американский композитор и певица. Её первый альбом, Wreck of the Day, включавший хит "Breathe (2 AM), " был выпущен 19 апреля 2005 года. В 2009 Налик оставила лейбл, и готовящийся к релизу альбом так и не вышел. Сейчас Налик независимо работает с продюсерами Натаном Чапманом (Тейлор Свифт, Jewel) и Крисом Рондинелла (студия Heritage Recording Co.), её второй альбом Broken Doll And Odds And Ends вышел в июне 2011 года. Релиз третьего альбома ожидался в 2012 году, однако был отложен на неизвестный срок.

## Дискография

### Студийные альбомы
- Wreck of the Day (2005) — 20 позиция Billboard 200
- Broken Doll And Odds And Ends (2011)

### Синглы
- Breathe (2 AM) (2005) — 45 позиция Billboard Hot 100
- In the Rough (2005)
- Wreck of the Day (2006)
- Shine (2008)
- Lullaby Singer (2011)
- Words (2011)
- Break Me Open (2011)